# Daniel Brody (Verleger)
Daniel Brody  (* 25. Dezember 1883 in Budapest, Österreich-Ungarn; †  1969 in Sorengo, Schweiz)  war ein ungarischer Verleger.

## Leben
Brody erbte von seinem Onkel Zsigmond Bródy (1840–1906) Zeitung und Verlag „Neues Pester Journal“ und wurde dessen Chefredakteur. Während des Ersten Weltkriegs leitete er zudem die rationierte Papierverteilung im Königreich Ungarn. Nach 1918 emigrierte er aus Ungarn und wurde von 1920 bis 1925  kaufmännischer Direktor beim Kurt Wolff Verlag in Leipzig.
1929 erwarb er den Rhein-Verlag Basel, den er zuerst in München, später in Zürich ansiedelte. Dem Verlag gehörten die deutschsprachigen Rechte am Werk von James Joyce, dessen Werke Brody im deutschsprachigen Raum veröffentlichen wollte. 1931/32 gab er den ersten Roman Hermann Brochs (Die Schlafwandler) heraus und begründete eine Zusammenarbeit und Freundschaft mit Broch bis zu dessen Tod 1951. Brody würdigte den Autor mit einer zehnbändigen Werkausgabe im Rhein-Verlag, die 1961, zehn Jahre nach Brochs Tod, abgeschlossen wurde.
Nach der Übergabe der Macht an die Nationalsozialisten 1933 musste er 1936 erneut emigrieren. In den folgenden Jahren versuchte er an verschiedenen Orten seines Emigrantenlebens, wieder verlegerisch tätig zu werden, was ihm aber durchweg nicht gelang: 1938 in Lugano, 1939 in London und Den Haag, 1942 in Mexiko-Stadt, 1946 in New York. 1947 konnte er in die Schweiz zurückkehren und wurde bis 1963 wieder Leiter des Rhein-Verlags, den seine Schwester Serena Szabó und Gregor Edlin verwaltet hatten.
Gemeinsam mit Olga Fröbe-Kapteyn publizierte Daniel Brody ab 1933 die ersten Jahrbände der Eranos-Tagungen und legte damit den Grundstein für eine bis heute weitergeführte Publikationsreihe der Eranos Foundation.
Er war seit 1909 verheiratet mit Desirée (Daisy) Spitz, die 1925 die erste deutsche Übersetzung von Sinclair Lewis’ „Babbitt“ in München erstellte. Sie hatten vier überlebende Kinder, Ilonka Brody, die in der Tradition von Hellerau-Laxenburg modernen Ausdruckstanz studierte und in Mexico DF ein Tanzstudio betrieb, Dr. Janos Sigmund (Jancsi – engl.: Ian) Brody, Kinderarzt, der als „flying Doctor“ in Australien lebte, Peter Istvan Brody, Silberschmied, Verleger und Industrieller in Wien und sein jüngster Sohn war Thomas Brody (1922–1988), Professor für Nuklearphysik an der Autonomen Universität Mexico.

## Schriften (Auswahl)
- Geist und Werk. Rhein-Verlag, Zürich 1958.